# Cristian Battocchio
Cristian Damián Battocchio (né le 10 février 1992 à Rosario, en Argentine), est un footballeur italo-argentin. Il joue en tant que milieu de terrain offensif au SS Monopoli 1966. 

## Biographie
Cristian Battocchio fait ses débuts en catégorie junior du club argentin de Newell's Old Boys de 2006 à 2009 avant de prendre la direction de l'Italie au club Udinese évoluant en Serie A.

## Carrière en club

### Udinese (2010-2013)
Né à Rosario, Argentine, Battocchio arrive au club italien Udinese en 2009  à l'âge de 16 ans des Newell's Old Boys en Argentine moyennant des frais de transfert de € 200 000. Au cours de la saison 2010-11, il devlent le capitaine de l'équipe de jeunes de l'Udinese. Le 27 février 2011, il fait ses débuts avec la première équipe de l'Udinese contre Palerme dans une victoire historique 7–0 pour Udinese,, venant du banc après que la partie ait déjà été gagnée.
Le 29 septembre 2011, il fait sa deuxième apparition avec la première équipe dans la Ligue Europa, face au Celtic dans un match nul 1–1, avant le match son premier entraîneur Francesco Guidolin déclare que Battocchio était maintenant prêt pour la première équipe et le compare à David Pizarro, Johan Walem, l'entraîneur des jeunes de l'Udinese, déclare : « il est maintenant stable pour la première équipe a des qualités importantes: vision du jeu, un bon pied, donner un coup de pied aux pénalités. Il peut bien faire en tant que meneur de jeu profond ».

### Watford (2013-2015)
Le 30 août 2012, Battocchio est prêté à Watford, le club ayant le choix de l'acheter à la fin de la transaction. Battocchio participe à la victoire 4-0 de Watford sur Huddersfield le 19 janvier et marque le dernier but de Watford - son premier pour le club - avec une belle finition d'un beau mouvement d'équipe qui a été décrit comme l'un des meilleurs buts d'équipe jamais réalisés à Vicarage Road. Ce but remporte Watford "Goal Of The Season" tel que voté par les fans et Battocchio reçoit le trophée. Battocchio inscrit ensuite son deuxième but pour Watford contre Blackpool le 9 mars 2013.
Battocchio signe pour Watford sur une base permanente le 19 juillet 2013, avec un contrat en cours pour une période de trois ans jusqu'en 2016. Battocchio marque son premier but en championnat en tant que joueur permanent de Watford dans une victoire 1-0 à domicile contre Wigan Athletic le 28 septembre 2013.

#### Prêt à Virtus Entella (2014-2015)
Après avoir chuté dans l'ordre hiérarchique sous le manager de Watford Beppe Sannino, Battocchio est prêté une saison en Serie B à Virtus Entella, le 26 août 2014.

### Brest (2015-2017)
Battocchio quitte Watford à l'été 2015, signant un contrat de deux ans au Stade brestois 29 le 11 août 2015.

### Maccabi Tel Aviv (2017-2019)
Le 10 juillet 2017, Battocchio signe un contrat de deux ans au Maccabi Tel Aviv avec une option de prolongation d'un an.

### Retour à Brest (2019-2021)
Le 19 janvier 2019, Battocchio signe à Brest pour la deuxième fois. Le 3 décembre 2019, il marque ses premiers buts à Brest (et le premier triplé de haut vol de Brest en près de 29 ans) lors d'une victoire 5-0 sur RC Strasbourg en s'offrant ainsi ses trois premiers buts en Ligue 1. Il annonce son départ le 4 février 2021.

### Tokushima Vortis (2021)
Direction le Japon au club de Tokushima Vortis.

### Pumas UNAM (2021-2022)
Après avoir passé que quelques mois chez les Japonais de Tokushima Vortis, il décide de prendre la direction du Mexique à Pumas UNAM, pour ne rester qu'une seule saison.

## Carrière internationale
Le 9 octobre 2011, Battocchio a été appelé dans l'équipe Italie U20 par l'entraîneur Luigi Di Biagio. Puis le 9 novembre 2011, il a fait ses débuts avec les U20 italiens lors d'un match amical contre le Ghana U20, se terminant par une victoire 3-0 pour les Azzurri. Il a continué à jouer pour l'Italie au niveau U21.

## Statistiques
| Saison                | Club                  | Championnat           | Championnat | Championnat | Coupe nationale | Coupe nationale | Coupe de la Ligue | Coupe de la Ligue | Compétition(s) continentale(s) | Compétition(s) continentale(s) | Compétition(s) continentale(s) | Barrages | Barrages | Total | Total |
| Saison                | Club                  | Division              | M.          | B.          | M.              | B.              | M.                | B.                | Comp.                          | M.                             | B.                             | M.       | B.       | M.    | B.    |
| 2010-2011             | Udinese Calcio        | Serie A               | 1           | 0           | -               | -               | -                 | -                 | -                              | -                              | -                              | -        | -        | 1     | 0     |
| 2011-2012             | Udinese Calcio        | Serie A               | 4           | 0           | -               | -               | -                 | -                 | C3                             | 3                              | 0                              | -        | -        | 7     | 0     |
| 2012-2013             | Udinese Calcio        | Serie A               | 1           | 0           | -               | -               | -                 | -                 | -                              | -                              | -                              | -        | -        | 1     | 0     |
| Sous-total            | Sous-total            | Sous-total            | 6           | 0           | -               | -               | -                 | -                 | -                              | 3                              | 0                              | -        | -        | 9     | 0     |
| 2012-2013             | Watford FC (prêt)     | Championship          | 22          | 2           | 3               | 0               | -                 | -                 | -                              | -                              | -                              | -        | -        | 25    | 2     |
| 2013-2014             | Watford FC            | Championship          | 35          | 4           | 3               | 0               | 3                 | 1                 | -                              | -                              | -                              | -        | -        | 41    | 5     |
| Sous-total            | Sous-total            | Sous-total            | 57          | 6           | 6               | 0               | 3                 | 1                 | -                              | -                              | -                              | -        | -        | 66    | 7     |
| 2014-2015             | Virtus Entella (prêt) | Serie B               | 30          | 0           | 2               | 0               | -                 | -                 | -                              | -                              | -                              | -        | -        | 32    | 0     |
| Sous-total            | Sous-total            | Sous-total            | 30          | 0           | 2               | 0               | -                 | -                 | -                              | -                              | -                              | -        | -        | 32    | 0     |
| 2015-2016             | Stade brestois 29     | Ligue 2               | 33          | 5           | 2               | 1               | -                 | -                 | -                              | -                              | -                              | -        | -        | 35    | 6     |
| 2016-2017             | Stade brestois 29     | Ligue 2               | 35          | 8           | 3               | 0               | 2                 | 0                 | -                              | -                              | -                              | -        | -        | 40    | 8     |
| Sous-total            | Sous-total            | Sous-total            | 68          | 13          | 5               | 1               | 2                 | 0                 | -                              | -                              | -                              | -        | -        | 75    | 14    |
| 2017-2018             | Maccabi Tel-Aviv      | Ligat HaAl            | 25          | 1           | 0               | 0               | 5                 | 0                 | C3                             | 11                             | 0                              | -        | -        | 41    | 1     |
| 2018                  | Maccabi Tel-Aviv      | Ligat HaAl            | 0           | 0           | -               | -               | -                 | -                 | C3                             | -                              | -                              | -        | -        | 0     | 0     |
| Sous-total            | Sous-total            | Sous-total            | 25          | 1           | 0               | 0               | 5                 | 0                 | -                              | 11                             | 0                              | -        | -        | 41    | 1     |
| 2019                  | Stade brestois 29     | Ligue 2               | 14          | 2           | -               | -               | -                 | -                 | -                              | -                              | -                              | -        | -        | 14    | 2     |
| 2019-2020             | Stade brestois 29     | Ligue 1               | 24          | 3           | 1               | 0               | 2                 | 0                 | -                              | -                              | -                              | -        | -        | 27    | 3     |
| 2020-2021             | Stade brestois 29     | Ligue 1               | 15          | 0           | -               | -               | -                 | -                 | -                              | -                              | -                              | -        | -        | 15    | 0     |
| Sous-total            | Sous-total            | Sous-total            | 53          | 5           | 1               | 0               | 2                 | 0                 | -                              | -                              | -                              | -        | -        | 56    | 5     |
| 2021                  | Tokushima Vortis      | J. League             | 10          | 0           | 2               | 0               | 2                 | 0                 | -                              | -                              | -                              | -        | -        | 14    | 0     |
| 2021                  | Pumas UNAM            | Liga MX               | 13          | 0           | 1               | 0               | 1                 | 0                 | -                              | -                              | -                              | -        | -        | 15    | 0     |
| 2022                  | Volos NPS             | Super League 1        | 4           | 0           | -               | -               | -                 | -                 | -                              | -                              | -                              | -        | -        | 4     | 0     |
| 2023                  | Sekzia Ness Ziona     | Ligat HaAl            | 6           | 0           | -               | -               | -                 | -                 | -                              | -                              | -                              | 6        | 0        | 12    | 0     |
| 2023-2024             | Chennaiyin FC         | Indian Super League   | 16          | 0           | 1               | 0               | 3                 | 0                 | -                              | -                              | -                              | 1        | 0        | 21    | 0     |
| 2024-2025             | SS Monopoli 1966      | Serie C               | 34          | 0           | -               | -               | 2                 | 0                 | -                              | -                              | -                              | -        | -        | 36    | 0     |
| Total sur la carrière | Total sur la carrière | Total sur la carrière | 296         | 23          | 20              | 1               | 18                | 1                 | -                              | 14                             | 0                              | 7        | 0        | 355   | 25    |

## Palmarès
- Vice-champion de Championnat de France de football de Ligue 2 2018-2019 avec le Stade brestois 29